# Game (rapper)
Jayceon Terrell Taylor (Compton, 29 november 1979), beter bekend als Game (ook wel The Game), is een Amerikaanse rapper.

## Biografie
Game heeft zijn naam te danken aan zijn oma. Zij noemde hem zo omdat hij toen hij klein was overal voor te vinden was of zoals de Engelstalige spreuk luidt: "He was always game for anything". Hij groeide op in Compton, een voorstad van Los Angeles, Californië, de bakermat van gangsta rap. Hij groeide op in een pleeggezin en vond zijn weg tot de criminaliteit toen hij uit Washington State University gezet werd voor het dealen van drugs op school. Zijn halfbroer Big Fase 100 bracht hem in de beruchte Bloodsbende en leerde hem te overleven in de straten van Compton. Toen een mislukte drugsdeal uitdraaide op een schietpartij waarbij hij vijfmaal werd geraakt, belandde hij in een coma. Een van die vijf kogels raakte hem in zijn hart. Toen hij uit de coma ontwaakte, besloot hij zijn leven ingrijpend te veranderen, zoals hij beschrijft in het nummer Dreams (geproduceerd door Kanye West). Geïnspireerd door de grootste rappers (onder anderen 2Pac en Eazy-E) maakte hij onder leiding van Dr. Dre zijn debuutalbum The Documentary.

### Carrière
Hij kreeg een contract bij het platenlabel van mentor Dr. Dre, Aftermath Entertainment. Hij scoorde meteen hits met How We Do (met gastbijdrage van 50 Cent), Hate It or Love It (met gastbijdrage van 50 Cent) en Put you on the game (geproduceerd door Timbaland). Op dit album leverden ook andere rappers zoals Eminem, Nate Dogg, Busta Rhymes en Mary J. Blige hun bijdrage.
Game maakte deel uit van de groep G-Unit. Na een onenigheid werd Game halverwege 2005 door 50 Cent uit de groep gezet. De problemen ontstonden doordat 50 Cent beweerde dat hij de meeste teksten van The Documentary had geschreven. Maar Game ontkende dit en schreef alles toe aan de jaloezie van 50 Cent op zijn succes. The Game bracht een reeks diss tracks uit gericht aan G-Unit, waarvan 300 Bars and runnin 15 minuten duurt. Het conflict escaleerde toen Dr. Dre bekendmaakte dat hij aan het nieuwe album van Game ging werken. Hierdoor ging de samenwerking tussen Game en zijn mentor Dr. Dre niet door en in het najaar van 2006 verliet Game de platenmaatschappij Aftermath Entertainment. Vlak hierna kreeg hij een contract bij Geffen Records, waar onder meer ook Snoop Dogg en Mary J. Blige onder contract stonden. De platen die door Dr. Dre waren gemaakt op Doctor's Advocate werden geschrapt en het album kwam uiteindelijk in november 2006 uit.
Game bracht zijn tweede album Doctor's Advocate uit op 14 november 2006. Ook dit album verkocht goed en kwam binnen op nummer 1 in de Amerikaanse albumhitlijst door 365.000 exemplaren te verkopen in de eerste week. Dit was volgens The Game een teken dat hij ook zonder de tracks van zijn mentor Dr. Dre en zonder de hulp van 50 Cent een goed album kon samenstellen. Van het album zijn inmiddels wereldwijd 1.500.000 exemplaren verkocht.
Game heeft ook een eigen schoenenlijn uitgebracht, Hurricanes.
Naast zijn bekendheid in de Verenigde Staten, heeft de rapper ook succes in Europa. Zo verschijnt The Game enkele keren in het Franse rapcircuit door middel van samenwerkingen met de rappers Rohff (Mafia K'1 Fry) en La Fouine. Ook is hij meermaals op tour geweest door heel Europa.
Het derde album van Game, LAX, is uitgekomen op 26 augustus 2008. Één track zou voortijdig gelekt zijn: Big Dreams, geproduceerd door Cool & Dre. Deze track kwam uiteindelijk echter niet op het standaardalbum te staan, hij was alleen te vinden op de 'Deluxe Edition Bonus CD'. Het album bevat verschillende single-hits zoals My life (feat. Lil Wayne), Dope Boys (feat. Travis Barker) en Game's Pain (feat. Keyshia Cole). Op de 'deluxe edition' van L.A.X kwam het nummer Camera Phone te staan, dat Game maakte met R&B-zanger Ne-Yo. Daar werd ook een clip bij geschoten. In februari 2009 waren er 660.100 albums verkocht.
Het vierde album van Game, The R.E.D. Album, is mede geproduceerd door Dr. Dre en Pharrell. Verder zijn Timbaland, Pharrell, Chris Brown, Akon, Lupe Fiasco, P. Diddy, Young Jeezy, Tyler, The Creator, Rick Ross, Gucci Mane, Ray-J en Beanie Sigel te horen op dit album.

### Privéleven
Game verloofde zich in oktober 2011 met zijn vriendin Tiffany Cambridge. Ze hebben sinds 2004 een knipperlichtrelatie en kregen samen twee kinderen (een zoon in 2007 en een dochter in 2010). In 2013 waren ze beiden te zien in de real-life soap Marrying the Game. Hun voorgenomen huwelijk, en uiteindelijke break-up staan hierin centraal. Uit een eerdere relatie met Alyska kreeg hij in 2003 al een zoon. In juni 2006 was hij kortstondig verloofd met Valeisha Butterfield, een dochter van het Amerikaanse congreslid G. K. Butterfield. De trouwerij stond toen gepland voor maart 2007.

## Vetes
Het conflict met 50 Cent bracht de campagne "G-Unot" tot leven, een engagement van Game om de carrière van alle G-Unit-leden te proberen te vernietigen. In Stop Snitchin Stop Lyin, een van de vele mixtapes waarop hij G-Unit uitscheldt, beschuldigt hij 50 Cent van het voorliegen van zijn fans en het aangeven van criminelen, een volgens de straatcode oneervolle zaak. Hier is ook een dvd van gemaakt, waarvan ongeveer 1,3 miljoen exemplaren verkocht zijn. Ook Memphis Bleek, Jay-Z en Suge Knight worden aangevallen. Dit is te horen op de track My Bitch. De onenigheid met Suge Knight is echter voorbij, zo hebben beiden verklaard.
Een en ander bracht een paar diss-tracks voort, waaronder:
- My Bitch (naar 50 Cent, Jay-Z en Suge Knight)
- Ghost Unit (naar G-Unit)
- Body Bags (tegen Tony Yayo, 50 Cent en Spider Loc)
- Stop Snitchin Stop Lyin (naar 50 Cent)
- 300 Bars and Runnin'  (naar Lloyd Banks en 50 Cent)
- 240 Bars (Spider Joke) (naar Spider Loc)
- 120 Bars (naar 50 Cent)
- Poison Bananas (naar G-Unit)
- Superman (naar Soulja Boy)
- Down (naar Lloyd Banks)
- 100 Bars the funeral (naar G-Unit)
- Red Bandana (naar 50 Cent)
- My Turn (naar G-Unit)
- Bleek Is (naar Memphis Bleek)
- Don't Body Yourself (Samen met Nas, naar 50 Cent)
- Buddens (naar Joe Budden)
- Pussy Fight (naar 50 Cent en Nelly)
- Play The Game (naar G-Unit)
- Uncle Otis (naar Jay-Z)

Daarnaast heeft Game een paar complete mixtapes uitgebracht, volledig gevuld met diss-tracks. You know what it is vol. 3 en Stop Snitchin Stop Lyin zijn hier voorbeelden van.
Samengevat heeft Game dus een indrukwekkende lijst van 'vijanden': Suge Knight, Ja Rule, Joe Budden, Yukmouth, Jay-Z, Memphis Bleek, Young Gunz, 50 Cent, Spider Loc, Shyne Po, Lloyd Banks en de G-Unit. De kleinere vetes zijn met: Xzibit, Guerilla Black, Bishop Lamont, Domination, Benzino, Soulja Boy en Vida Guerra.
Hierbij moet wel opgemerkt worden dat de vetes met Suge Knight, Joe Budden, Xzibit, Yukmouth, Jay-Z, Memphis Bleek, Young Gunz en Ja Rule al voorbij zijn. Met Ja Rule heeft hij inmiddels ook al het nummer Sunset opgenomen. Het conflict met 50 Cent bleek anno 2013 echter niet nog steeds niet opgelost want in het album Jesus piece haalt Game enkele malen naar hem uit, en 50 Cent op zijn beurt beledigde Game en Young Buck nogmaals op zijn single My life. Ook in zijn mixtape O.K.E. haalde Game nog eens uit naar 50 cent in zijn bonusnummer Hollywood

## Discografie

### Albums
| Album met eventuele hitnotering(en) in de Nederlandse Album Top 100 | Datum van verschijnen | Datum van binnenkomst | Hoogste positie | Aantal weken | Opmerkingen  |
| ------------------------------------------------------------------- | --------------------- | --------------------- | --------------- | ------------ | ------------ |
| The Documentary                                                     | 14-01-2005            | 22-01-2005            | 10              | 44           | als The Game |
| Doctor's advocate                                                   | 10-11-2006            | 18-11-2006            | 40              | 11           | als The Game |
| LAX                                                                 | 22-08-2008            | 30-08-2008            | 21              | 6            | als The Game |
| The R.E.D. album                                                    | 19-08-2011            | 27-08-2011            | 45              | 4            |              |
| LA lifestile                                                        | 25-10-2011            | -                     |                 |              | als The Game |
| Jesus Piece                                                         | 11-12-2012            |                       |                 |              |              |
| The Documentary 2                                                   | 30-9-2015             | 9-10-2015             | 39              | 3            |              |

| Album met hitnotering(en) in de Vlaamse Ultratop 200 albums | Datum van verschijnen | Datum van binnenkomst | Hoogste positie | Aantal weken | Opmerkingen  |
| ----------------------------------------------------------- | --------------------- | --------------------- | --------------- | ------------ | ------------ |
| The documentary                                             | 2004                  | 05-02-2005            | 17              | 34           | als The Game |
| Doctor's advocate                                           | 2006                  | 25-11-2006            | 80              | 6            | als The Game |
| LAX                                                         | 2008                  | 30-08-2008            | 22              | 7            | als The Game |
| The R.E.D. album                                            | 2011                  | 27-08-2011            | 32              | 5            |              |
| Jesus piece                                                 | 2012                  | 22-12-2012            | 158             | 1*           |              |
| The Documentary 2                                           | 30-9-2015             | 9-10-2015             | 43              | 4            |              |

### Singles
| Single met eventuele hitnotering(en) in de Nederlandse Top 40 | Datum van verschijnen | Datum van binnenkomst | Hoogste positie | Aantal weken | Opmerkingen                                                           |
| ------------------------------------------------------------- | --------------------- | --------------------- | --------------- | ------------ | --------------------------------------------------------------------- |
| How we do                                                     | 25-02-2005            | 05-03-2005            | 5               | 9            | als The Game / met 50 Cent / nr. 5 in de Single Top 100 / Alarmschijf |
| Hate it or love it                                            | 06-05-2005            | 21-05-2005            | 5               | 8            | als The Game / met 50 Cent / nr. 5 in de Single Top 100 / Alarmschijf |
| Playa's only                                                  | 2005                  | 18-06-2005            | tip4            | -            | als The Game / met R. Kelly / nr. 48 in de Single Top 100             |
| Dreams                                                        | 2005                  | 20-08-2005            | tip11           | -            | als The Game / nr. 52 in de Single Top 100                            |
| Let's ride                                                    | 2006                  | 02-12-2006            | tip6            | -            | als The Game / nr. 97 in de Single Top 100                            |
| Pot of gold                                                   | 11-07-2011            | 20-08-2011            | tip9            | -            | met Chris Brown                                                       |

| Single met hitnotering(en) in de Vlaamse Ultratop 50 | Datum van verschijnen | Datum van binnenkomst | Hoogste positie | Aantal weken | Opmerkingen                 |
| ---------------------------------------------------- | --------------------- | --------------------- | --------------- | ------------ | --------------------------- |
| How we do                                            | 2005                  | 12-03-2005            | 13              | 11           | als The Game / met 50 Cent  |
| Hate it or love it                                   | 2005                  | 21-05-2005            | 19              | 14           | als The Game / met 50 Cent  |
| Playa's only                                         | 2005                  | 09-07-2005            | tip2            | -            | als The Game / met R. Kelly |
| Dreams                                               | 2005                  | 13-08-2005            | tip7            | -            | als The Game                |
| Pot of gold                                          | 2011                  | 27-08-2011            | tip25           | -            | met Chris Brown             |

### Dvd's
- The Game The Documentary (2004)
- Stop Snitchin' Stop Lyin' (2005)
- The Game: Doctor's Advocate (2006)
- Waist Deep (2006)
- The Game: Life After The Math (2007)
- Beef 4 (2008)
- Belly 2 Millionaire Boyz Club (2008)

### Cd's en mixtapes
- You know what it is vol 1.
- You know what it is vol 2.
- You know what it is vol 3.
- You know what it is vol 4.
- Black Wall Street radio vol 1.
- Black Wall Street radio vol 2.
- Black Wall Street radio vol 3.
- Black Wall Street radio vol 4.
- Black Wall Street radio vol 5.
- Black Wall Street radio vol 6.
- The Reunion
- West Coast Resurrection
- The Documentary
- Untold Story
- Untold Story vol 2.
- Blood Dreams
- Doctor's Advocate
- G.A.M.E.
- Game time
- Ghost Unit
- Nigga witta Attidude
- Welcome to Compton
- L.A.X
- R.E.D. (Mixtape)
- Can't Leave Rap Alone The West Needs Me 1
- Can't Leave Rap Alone The West Needs Me 2
- The R.E.D. Album
- The Red Room (Mixtape 26-4-2010)
- All out war
- Blood cousins
- Brake Lights
- Let The Game Begin
- Purp & Patron
- Purp & Patron 'The hangover'
- Hoodmorning (notypo)
- Red L.A. Times
- The Documentary: California Republic
- Jesus Piece
- Superman
- Blood Moon: Year Of The Wolf
- The Documentary 2